# Prothrombine
La prothrombine ou facteur II est une protéine de la coagulation sanguine.
C'est le précurseur biologique de la thrombine, une enzyme classée parmi les « trypsine-like » protéases à sérine, également nommée « facteur de coagulation » (ou facteur II activé, FIIa), qui joue un rôle important dans la digestion des viandes et poissons. La thrombine, dans l'organisme sain joue un rôle important en déclenchant la première phase de la cascade des réactions de coagulation. La thrombine agit comme une protéase à sérine qui convertit le fibrinogène soluble (protéine plasmatique fabriquée par les cellules du foie) en brins de fibrine insoluble qui contribuent à former le caillot sanguin, en jouant un rôle de catalyseur impliqué dans les réactions de coagulation. Si la thrombine était toujours présente dans le sang, elle provoquerait immédiatement un infarctus. Elle n'est normalement produite (à partir de la prothrombine) que là où il faut, et quand l'organisme en a besoin (blessure externes ou internes), par deux mécanismes (dits extrinsèque et intrinsèque). 
1. Sa production peut être commandée par l'apparition de protéines dites thromboplastines tissulaires, relâchées dans le sang par des cellules blessées. Ces dernières déclenchent l'action d'une enzyme (la prothrombinase) qui, avec des ions calcium va catalyser la transformation de prothrombine en thrombine).
2. …ou des protéines (toujours fabriquées par le foie et circulantes (dans le sang) sous forme inactive) interviennent. Elles sont dites facteurs de coagulation. Une cascade de réaction est alors déclenchée par le contact du facteur XII inactif du plasma avec une cellule interne endommagée.

Remarque : Certains parasites métazoaires (sangsues) inhibent les réactions de coagulation par d'autres enzymes. Certains poisons également (les anticoagulants).

## Histoire
Après que d'autres ont décrit les fibrinogènes et la fibrine, Alexander Schmidt a postulé et montré l'existence d'une enzyme qui convertit le fibrinogène en fibrine (en 1872).

## Biochimie
La thrombine est produite par le clivage de deux sites de la prothrombine par le facteur Stuart activé (ou Xa). 

Cette protéase à sérine (EC 3.4.21.5) catalyse la transformation de fibrinogène en fibrine. 

Elle active également les facteurs VII (de la voie extrinsèque), V et VIII (cofacteurs des facteurs Xa et IXa respectivement) et XIII.
Il s'agit d'un facteur « vitamine K dépendant ». La prise d'anti-vitamine K (AVK), le déficit en vitamine K entraîne un déficit en facteur II se traduisant par une augmentation du temps de céphaline activée (TCA) et du temps de Quick (diminution du taux de prothrombine, augmentation de l’International Normalized Ratio (INR).
La région N-ter GABAcarboxyglutamique lui permet de se fixer en présence de calcium à une surface phospholipidique. 
Les rôles naturels de la thrombine sont : 
1. Hémostase et intégrité corporelle : la thrombine transforme le fibrinogène en fibrine, active les plaquettes par les récepteurs PAR (PAR-1, PAR-4), active le facteur V, le facteur VIII et le facteur XI. Le rétrocontrôle est effectué par l'association à la thrombomoduline qui entraîne l'activation de la protéine C qui inhibe le facteur V et le facteur VIII activés.

Certaines mutations du facteur V sont responsables d'une résistance à la protéine C activée et donc d'un état de thrombophilie (état pro-coagulant). Le facteur V ainsi muté est appelé « facteur V de Leyden » :
1. Effet pro-thrombotique par stimulation du facteur VII tissulaire ;
2. Stimulation de l'extravasation au niveau de la surface endothéliale ;
3. Effet pro-inflammatoire : stimule la sécrétion d'IL-6 et MCD1.

### Rétroaction négative
La thrombine est inactivée dans l'organisme par une autre enzyme, l'antithrombine (serpine, faisant partie des inhibiteurs de la coagulation).

## Pathologies
L'activation anormale de la prothrombine induit des phénomènes de coagulations pathologiques. 
Quelques maladies rares qui semblent toujours liées à une mutation du gène 20210A, impliquant la prothrombine ont été décrites, dont :
- hypoprothrombinémie ;
- une maladie auto-immune dite « lupus anticoagulant » (ou lupus antibody, LA, ou lupus inhibitors pour les anglophones) également connu sous le nom (syndrome des antiphospholipides) ;
- hyperprothrombinémie…

La thrombine est un puissant vasoconstricteur. 

C'est aussi un mitogène (agent chimique encourageant une cellule à commencer sa division). 

Elle est considérée comme un facteur majeur du vasospasme qui suit une hémorragie méningée. Le sang libéré par une rupture d'anévrisme cérébral produit des caillots autour d'une artère cérébrale, en activant la thrombine. 
Ceci peut induire un rétrécissement fort et prolongée du vaisseau sanguin, entraînant potentiellement une ischémie cérébrale et un infarctus (Accident vasculaire cérébral).

## Utilisation pour la recherche et le génie génétique
En raison de sa spécificité protéolytique élevée, la thrombine est utilisée comme outil biochimique. 

Le site de clivage de la thrombine (Leu-Val-Pro-Arg-Gly-Ser) est généralement inclus dans la région de liaison de la protéine de fusion (protéine recombinante) artificiellement construites. 
Après la purification de la protéine de fusion, la thrombine peut être utilisée pour cliver sélectivement les résidus d'arginine et de glycine du site de clivage, éliminant efficacement les étiquettes moléculaires de la protéine d'intérêt avec un degré élevé de spécificité (une étiquette moléculaire est une courte séquence d'acide aminés, voire d'acides nucléiques, marqueurs, ajoutés par génie génétique à une protéine d'intérêt).

## Usages en médecine et chirurgie
Des complexes de Prothrombine concentrée en plasma frais congelé (fresh frozen plasma ou FFP ou Complexe prothrombique humain), sont vendus (ex. : sous le nom d'Octaplex, qui contient aussi de l'héparine ou Ocplex), et utilisés comme facteurs de coagulation riches en prothrombine, qui peuvent être utilisés pour corriger certaines lacunes (généralement dû à des médicaments ou à une intoxication par anticoagulant) de la prothrombine. Ces produits contiennent les protéines suivantes : facteur II de coagulation, humain, facteur VII de coagulation, humain, facteur IX de coagulation, humain, facteur X de coagulation, humain, protéine C et protéine S.

Il peut également soigner des saignements incoercibles à la suite d'un empoisonnement par un pesticide de type Anti Vitamine K comme le coumaphène (ou warfarine ; C19H16O4 par exemple), présent dans de nombreux rodenticides.
L'héparine augmente l'affinité de l'antithrombine à la thrombine (ainsi que facteur X). 
Une nouvelle classe de médicaments est constituée d'inhibiteurs directs de la thrombine, qui inhibent directement la thrombine en se liant à son site actif.
De la thrombine recombinante est disponible sous forme de poudre pour reconstitution en solution aqueuse. 

Elle peut être appliquée en usage externe (topique) durant la chirurgie, comme aide à l'hémostase ou pour contrôler les saignements mineurs à partir de vaisseaux capillaires et de veinules, mais elle est inefficace et non indiquée pour des hémorragies artérielle plus importantes,,, produit et vendu par ZymoGenetics aux États-Unis sous le nom de Recothrom.

## Utilisation agroalimentaire
Cette enzyme du plasma sanguin animal facilement récupéré en abattoir est également utilisée, aux États-Unis notamment, par l'industrie agroalimentaire comme « colle » pour agglomérer divers morceaux de viande (éventuellement provenant d'espèces ou races différentes) ou chutes de viande pour produire des pièces de viande ressemblant à de vrais morceaux de viande, ou pour produire des produits nouveaux… avec cependant des risques accrus de fraude, de complication de la traçabilité (« de la fourche à la fourchette », selon le principe retenu en Europe) ou d'intégration involontaire dans le cœur de pièces de viande de morceaux déjà oxydés ou attaqués par des bactéries, éventuellement thermorésistantes, qui risquent alors plus d'échapper aux effets désinfectants de la cuisson. 
La thrombine est vendue sous la marque Fibrimex comme « colle à viandes », viandes de porc ou de bovin essentiellement, pour notamment produire une « pâte de viande » (expression utilisée en Suède où selon le fabricant, cette molécule pourrait faciliter la réutilisation de chutes de viandes pour en faire de nouveaux morceaux de viande ou de viandes mixtes (par exemple en mélangeant harmonieusement des chutes de viandes différentes et de poisson), ce qui permettrait à l'industrie alimentaire de vendre plus cher des déchets ou chutes de viandes, tout en réduisant ainsi les coûts de production et en augmentant la rétention d'humidité de la viande (apparence plus saignante à cœur, et meilleure résistance à la congélation)).
Le principal produit de substitution de type « colle à viande » est à base de transglutaminase, une enzyme (EC 2.3.2.13) qui catalyse la formation de liaisons covalentes entre des groupements amines libres (ex. : lysines) et le groupement gamma-carboxamide des glutamines. Les liaisons formées par la transglutaminase montrent une grande résistance à la protéolyse. Les transglutaminases, vendues par le groupe japonais Ajinomoto et, par exemple, utilisées pour le surimi ou des jambons reconstitués, sont alors vendues sous le nom Activa (TG).
Dans les deux cas (prothrombine et transglutaminases), les poissons, crustacés dont les crabes et les homards peuvent aussi faire l'objet de morceaux de chair reconstituée.
Jan Bertoft, secrétaire général de Sveriges Konsumenter, a pour sa part considéré qu'il existait un réel danger d'induire en erreur les consommateurs, faute d'étiquetage et de traçabilité renseignant de manière crédible l'origine des morceaux, la date de leur découpe, leur qualité, etc.
Un rapport commandé par l'Autorité européenne de sécurité des aliments avait, cinq ans  auparavant (en 2005), conclu à l'innocuité de la thrombine pour la santé humaine - mais sans convaincre une partie des législateurs européens, certains ayant même pointé un manque d'indépendance des experts interrogés ou siégeant au sein de cette instance. Outre un risque d'introduction de microorganismes au cœur de la viande durant le collage, « l'absence d'étude sur les conditions d'extraction du plasma sanguin » laisse encore planer un doute sur une autre source potentielle de contamination bactériologique des agglomérats de viandes collées à la thrombine.
La Commission européenne a failli la faire figurer dans la liste des additifs alimentaires autorisés dans les 27 États-membres, mais ce projet a été abandonné. Un des motifs du rejet est qu'une autorisation de ce produit aurait été contraire à un règlement communautaire : règlement 1333/2008 qui stipule que toute législation sur les aliments doit prévenir « le risque de tromperie du consommateur ».
Sous contrôle scientifique, en termes d'appréciation qualitative, les consommateurs ne semblent pas faire de différence entre l'usage de thrombine et celui de transglutaminase.